# لیو روی
لیو روی (به چینی: 刘瑞،  زادهٔ ۲۵ ژانویهٔ ۱۹۹۷) یک کشتی‌گیر فرنگی‌کار اهل کشور چین است.
از افتخارات وی می‌توان به کسب مدال برنز بازی‌های آسیایی ۲۰۲۲ اشاره کرد.